# Viničky
Viničky, do roku 1948 Seleška (maďarsky Szőlőske), jsou obec na Slovensku, v okrese Trebišov v Košickém kraji. Na území obce je chráněné ptačí území Medzibodrožie.
První písemná zmínka o obci pochází z roku 1273.
V roce 2011 zde žilo 510 obyvatel. V roce 2001 se 63 % obyvatel hlásilo k maďarské národnosti.